# Psyttalia gigantura
Psyttalia gigantura är en stekelart som först beskrevs av Fischer 1972.  Psyttalia gigantura ingår i släktet Psyttalia och familjen bracksteklar. Inga underarter finns listade i Catalogue of Life.